# 陈姓
陳姓是南方華人及越南人中最為常見的中文姓氏之一，在中國《百家姓》中排行第10位。在香港、澳門、臺灣、新加坡和马来西亚都是第一大姓；而在中國大陸是第五大姓，其中在海南、廣東、福建、浙江等省為第一大姓。
根據中華人民共和國户籍管理部門的“全國公民身份信息系统”（NCIIS），陳姓按人口計算是現代中國大陸第五大的姓，根據1977年中國史學家李棟明，在《東方雜誌》發表的一篇有關「姓」的論文上指出，陳姓是全球華人十大姓之一。中國陳姓人口約7000萬，位居第五，全球約8000萬。
在越南，陈姓是第二大姓，约占全国人口的11.1％，仅次于阮姓，越南历史上也有陈姓建立的陈朝。
由於在標準漢語及多種漢語方言中，陳的發音近似其它姓（例如谌姓），為了區別清楚，陳姓多以「耳東陳」作為強調，其中“耳”指阜字旁“阝”。

## 羅馬字譯寫
- 以Chen（漢語拼音）與Chʻen（威妥瑪拼音，一般多省略送氣音標記）最為常見。（注：有一些姓氏如“曾”也是写成“Chen”的）。香港地區多使用Chan（香港政府粵語拼音）。在星馬地區，籍貫為閩南（以泉漳片閩南語為母語者）及潮州的華人則多拼寫成Tan。

- 在东南亚和海外的华侨群体许多国家的部分陈氏都写成Ching或Chin（客家话）或Tan（福建话）或Chan（廣府话）
- 越南也會使用 Trần 或 Tran 拼音
- 还有几个和“陈”的读音相近的姓氏都读“Ching”，如程姓、岑姓等。

## 起源
根据《通志·氏族略》所总结，陈姓来源可以归纳为：以国为姓、改姓为陈、外族改姓为陈。

### 漢族
- 陳姓最早出自媯姓，是舜帝的後裔。據《通志·氏族略》記載：武王克殷，建立周朝以後，找到舜的後人胡公滿。封他在陳（今河南省淮陽縣）這個地方，建立了「陳國」。陳胡公傳至10世孫陈完，陳國內亂，陈完怕株連自己，出奔到齊國，其子孫改為田氏。
- 劉氏過繼，《通志·氏族略》記載：「廣陵（今江蘇江都縣東北）陳氏，實為劉氏，因魯相無子，以外孫劉矯為嗣。」指的是漢末三國時代的陳矯、陳騫一脈。
- 白氏改姓，《河南官氏志》記載：隴右白永貴，於隋初改為陳氏，此為萬年（今陝西西安縣）之陳氏。他有孫叫令英，史稱陳令英。
- 程氏改姓，中共將領陳再道本姓程，因「程」與「陳」音相似，而在登記姓名時被人錯聽為「陳」，其子女也未再改回程姓。
- 其實姓氏，古時投身富貴人家為僕役的窮困者，也多有放棄本姓，改姓主人之間的。

### 南方土著民族
- 南方的各原住民族以攀附南遷中原人而改姓。

### 鲜卑族
- 侯莫陳氏改姓，據《魏書·官氏志》記載：北魏時期鮮卑貴族侯莫陳氏隨北魏孝文帝遷都洛陽後，實行孝文漢化改革，易胡姓為漢姓，於496年把侯莫陳氏改為單姓陳氏。

### 女真族
- 女真族陳氏，據陳述《漢姓女真姓的對照和說明》可知女真皇族完顏氏中，有的在金末已改為陳氏。

### 蒙古族
- 蒙古族陳氏，據《續通志‧氏族略四》載，陳氏，明太祖朱元璋賜給降明的蒙古貴族的姓。如恰恰賜名陳守忠，哈哈賜名陈元等。

### 满族
- 滿族陳氏，滿族陳氏有兩種情況：一是後金努爾哈赤統治時居住在東北的漢族陳氏被強迫改為滿族陳氏，二是本系滿族姓氏改為陳氏，仍屬滿族；據《清朝通志‧氏族略八》滿洲旗分內高麗姓載：「陳氏，世居平壤地方，巴顏鑲藍旗包衣人。天聰時來歸，其曾孫二達色任護軍。」其後多由高麗人（其祖上多為漢人）融入滿族。劉慶華《滿族姓氏錄》載，世居東北張當地方的陳佳氏，後改為陳氏。其實陳佳氏本就是明代居於遼東的漢族，後為金國努爾哈赤所統治，被逼改為雙字，陳佳即陳家的同音字。

## 郡望（發源地）
- 潁川郡：秦王政十七年（公元前230年）置。相當於今天河南省許昌一帶地區。
- 汝南郡：漢高帝四年（公元前203年）置。相當於今天河南省上蔡縣至安徽省淮河以北地區。
- 下邳郡：東漢永平十五年（公元72年）將臨淮郡改為下邳國，南朝宋改為郡。在今天江蘇省西北部。
- 廣陵郡：東漢（公元一世紀）置。相當於今天江蘇省揚州市一帶。
- 東海郡：漢代的東海郡在今天山東省 城一帶，隋唐的東海郡在今江蘇省東海縣以東，淮河以北。
- 河南郡：漢高帝二年（公元前205年）置。相當於今天河南省洛陽市一帶。
- 武當郡：北魏置郡，治所在湖北省均縣西北。這一支出自陳寔之後。
- 廬江郡：漢名舒，屬廬江郡，隋初皇置廬江縣。治所在舒（今安徽省廬江）。轄境相當於今天安徽省長江以北廬江一帶。
- 馮翊郡：漢武帝置郡，治所在臨晉（今陝西省大荔）。此支陳氏，出自陳宣帝陳頊第二十六子沅陵郡王陳叔興之後。
- 京兆郡：漢時置郡，治所在長安（今陝西省西安）。此支陳氏，出自唐代遷居京兆的陳寔後裔陳忠之後。

## 堂號
- 世德堂 - 福建永春东关陈氏宗祠
- 玉溪堂
- 三元堂
- 崇匯堂
- 義門堂
- 聚德堂
- 潁川堂
- 德星堂
- 德聚堂
- 繩武堂
- 金敦堂
- 雍睦堂
- 德芳堂
- 敦睦堂
- 聚星堂
- 聚德堂
- 榮德堂
- 榮禧堂
- 慶昌號

## 地名
- 江西省上饶市万年县陈营镇
- 湖南省新邵县陈家坊镇
- 北京市丰台区陈庄
- 河南省信阳市浉河区陈家塆
- 江苏省无锡市锡山区陈家桥
- 浙江省绍兴市柯桥区陈家葑
- 浙江省温州市平阳县陈家殿
- 福建省福州市闽侯县陈家垄
- 福建省厦门市思明区陈家村
- 广东省广州市从化区陈家庄
- 天津市河西区陈塘庄
- 天津市河北区陈家沟子
- 江苏省扬州市江都区陈营村
- 安徽省马鞍山市和县陈桥洲
- 上海市崇明区陈家镇
- 浙江省嘉兴市南湖区陈家湾
- 河北省南宫市陈村
- 海南省海口市龙华区陈礼村
- 山東省濟寧市魚臺縣陳丙村